# Пуре
Пу́ре (латыш. Pūre) — населённый пункт в Латвии, административный центр Пурской волости Тукумского края. Расположен в 13 км от Кандавы и в 83 км от Риги. Возле Пуре протекает правый приток Абавы.

## Первое упоминание
Впервые Пуре упоминается в 1230 году, в хрониках Алнаса Бадуи́на, в контракте с куршами, а Пурская усадьба упоминается в 1407 году.

## Экономика
В населённом пункте расположена компания «Pure Food».

## Достопримечательности
В Пуре расположены школа, лютеранская церковь, детский сад, библиотека.